# 2010년 동계 올림픽 아르헨티나 선수단
2010년 동계 올림픽 아르헨티나 선수단은 캐나다 밴쿠버에서 개최된 2010년 동계 올림픽에 참가한 올림픽 아르헨티나 선수단이다.

## 종목별 성적

### 루지
| 선수          | 종목       | 결과    | 결과    | 결과    | 결과    | 결과     | 결과 |
| 선수          | 종목       | 1차시기 | 2차시기 | 3차시기 | 4차시기 | 총계     | 선수 |
| ------------- | ---------- | ------- | ------- | ------- | ------- | -------- | ---- |
| 루벤 곤살레스 | 남자 1인승 | 52.540  | 52.155  | 52.298  | 51.312  | 3:28.305 | 38   |

=

### 알파인 스키
| 선수                          | 세부 종목       | 1차 시기     | 2차 시기   | 합계      | 최종 순위 |
| 크리스티안 시마리 비르크네르  | 활강            |              |            | 2:01.67   | 55        |
| 크리스티안 시마리 비르크네르  | 남자 복합       | 활강 2:00.58 | 회전 DNF   | DNF       | DNF       |
| 크리스티안 시마리 비르크네르  | 남자 슈퍼대회전 |              |            | DNS       | DNS       |
| 크리스티안 시마리 비르크네르  | 남자 회전       | 51.35        | 53.37      | 1:44.72   | 26        |
| 크리스티안 시마리 비르크네르  | 남자 대회전     | 1:20.87      | 1:23.76    | 2:44.63   | 34        |
| 아구스틴 토레스               | 남자 회전       | DNF          | 출전 불가  | 출전 불가 | 출전 불가 |
| 아구스틴 토레스               | 남자 대회전     | 1:25.14      | 1:28.12    | 2:53.26   | 54        |
| 마카레나 시마리 비르크네르    | 여자 활강       |              |            | 1:54.25   | 31        |
| 마카레나 시마리 비르크네르    | 여자 복합       | 활강 1:29.56 | 회전 46.81 | 2:16.37   | 26        |
| 마카레나 시마리 비르크네르    | 여자 슈퍼대회전 |              |            | 1:27.48   | 32        |
| 마카레나 시마리 비르크네르    | 여자 회전       | 56.84        | 55.51      | 1:52.35   | 36        |
| 마카레나 시마리 비르크네르    | 여자 대회전     | 1:23.29      | 1:18.73    | 2:42.02   | 45        |
| 마리아 벨렌 시마리 비르크네르 | 여자 활강       |              |            | 1:53.62   | 29        |
| 마리아 벨렌 시마리 비르크네르 | 여자 복합       | 활강 1:30.19 | 회전 DNF   | 출전 불가 | 출전 불가 |
| 마리아 벨렌 시마리 비르크네르 | 여자 슈퍼대회전 |              |            | 1:27.24   | 31        |
| 마리아 벨렌 시마리 비르크네르 | 여자 회전       | 58.99        | DNF        | DNF       | DNF       |
| 마리아 벨렌 시마리 비르크네르 | 여자 대회전     | 1:23.60      | 1:18.78    | 2:42.38   | 46        |
| 니콜 가스탈디                 | 여자 회전       | DNF          | 출전 불가  | 출전 불가 | 출전 불가 |
| 니콜 가스탈디                 | 여자 대회전     | 1:24.25      | 1:19.53    | 2:43.78   | 48        |

### 크로스컨트리 스키
| 선수            | 종목           | 결과    | 결과 |
| 선수            | 종목           | 기록    | 순위 |
| --------------- | -------------- | ------- | ---- |
| 카를로스 라네스 | 남자 15km 프리 | 41:34.9 | 82   |

## 범례
|  | 세계 신기록                  |  |                   | 아프리카 신기록 |                      | Q | 예선 통과 |
|  | 올림픽 신기록                |  | 북아메리카 신기록 | DNS             | 경기를 시작하지 않음 |   |           |
|  |                              |  | 아시아 신기록     | DNF             | 경기를 마치지 않음   |   |           |
|  | 국가 신기록                  |  | 유럽 신기록       | DSQ             | 실격                 |   |           |
|  | 개인 최고 기록 (개인 신기록) |  | 오세아니아 신기록 | WD              | 기권                 |   |           |
|  | 시즌 최고 기록 (시즌 신기록) |  | 남아메리카 신기록 | NM              | 기록 없음            |   |           |

## 같이 보기
- 올림픽 아르헨티나 선수단

## 참고 자료
- (영어) “Argentina at the 2010 Vancouver Winter Games”. SR/Olympic Sports. 2012년 3월 3일에 원본 문서에서 보존된 문서. 2011년 10월 9일에 확인함.